# Jim Bain
Pour les articles homonymes, voir Bain.
Jim Bain, né le 27 janvier 1932 à Puxico, dans le Missouri, aux États-Unis est un arbitre américain de basket-ball. 

## Biographie
Jim Bain arbitre de nombreuses rencontres en NCAA, officiant dans 5 Final Four (1971, 1973, 1976, 1978, 1990).
Il dirige également des matchs lors des jeux olympiques de 1972 et lors du championnat du monde 1974.
Il est nommé membre du FIBA Hall of Fame en 2010.